# Zborul 1549 al US Airways
Zborul 1549 al US Airways, conform originalului din engleză, US Airways Flight 1549, din ziua de 15 ianuarie 2009, a fost un zbor comercial regulat de pasageri cu plecarea din Aeroportul LaGuardia din New York cu destinația Charlotte Douglas International Airport din Charlotte, Carolina de Nord, care s-a încheiat la aproximativ 6 minute după decolare prin aterizarea forțată pe suprafața râului Hudson.
După ce aeronava atinsese o altitudine de aproximativ 975 - 1.000 metri, la circa 2 minute și 30 de secunde de la decolare, a intrat în coliziune multiplă cu un cârd de păsări (probabil gâște canadiene), care a provocat pierderea rapidă a compresiei ambelor motoare, apoi a vitezei și a portanței, ceea ce l-a determinat pe căpitanul aeronavei, Chesley Sullenberger, să ia decizia de a ateriza forțat pe suprafață râului Hudson.
La bordul aeronavei Airbus A320 se aflau 155 de persoane, dintre care 150 de pasageri și 5 membri ai echipajului. Nu s-a înregistrat niciun deces, deși 78 dintre cei aflați la bord au fost răniți.

## Zborul
În ziua de 15 ianuarie 2009, aeronava Airbus A320 – Flight 1549 a decolat normal de pe pista 4 a Aeroportului |LaGuardia din New York City la orele 15:26 EST (sau 20:26 UTC)  cu 150 de pasageri la bord și cinci membri ai echipajului. Ruta zborului 1549 este un zbor intern în două etape, mai întâi la aeroportul Charlotte/Douglas, Carolina de Nord și apoi continuând la aeroportul Seattle-Tacoma, din Seattle, statul Washington.
Purtătoarea de cuvânt a Federal Aviation Administration, Laura Brown, a declarat că informațiile preliminare indică că ambele reactoare ale avionului au fost deteriorate de o dublă ciocnire cu un cârd de păsări la scurt timp după decolare. Rezultate neoficiale ale controlului radar indică că aeronava ar fi atins o altitudine de maximum 975 - 1000 de metri, după care a început să coboare.
Căpitanul avionului, pilotul Chesley Sullenberger, a indicat prin radio centrului de control al traficului aerian că aeronava a fost victima unei coliziuni multiple cu un cârd de păsări și, ca atare, a declarat starea de urgență la bordul aeronavei. Pasagerii au afirmat că au simțit pierderea puterii, flăcări la ambele motoare și miros de combustibil înaintea aterizării.

Zborul
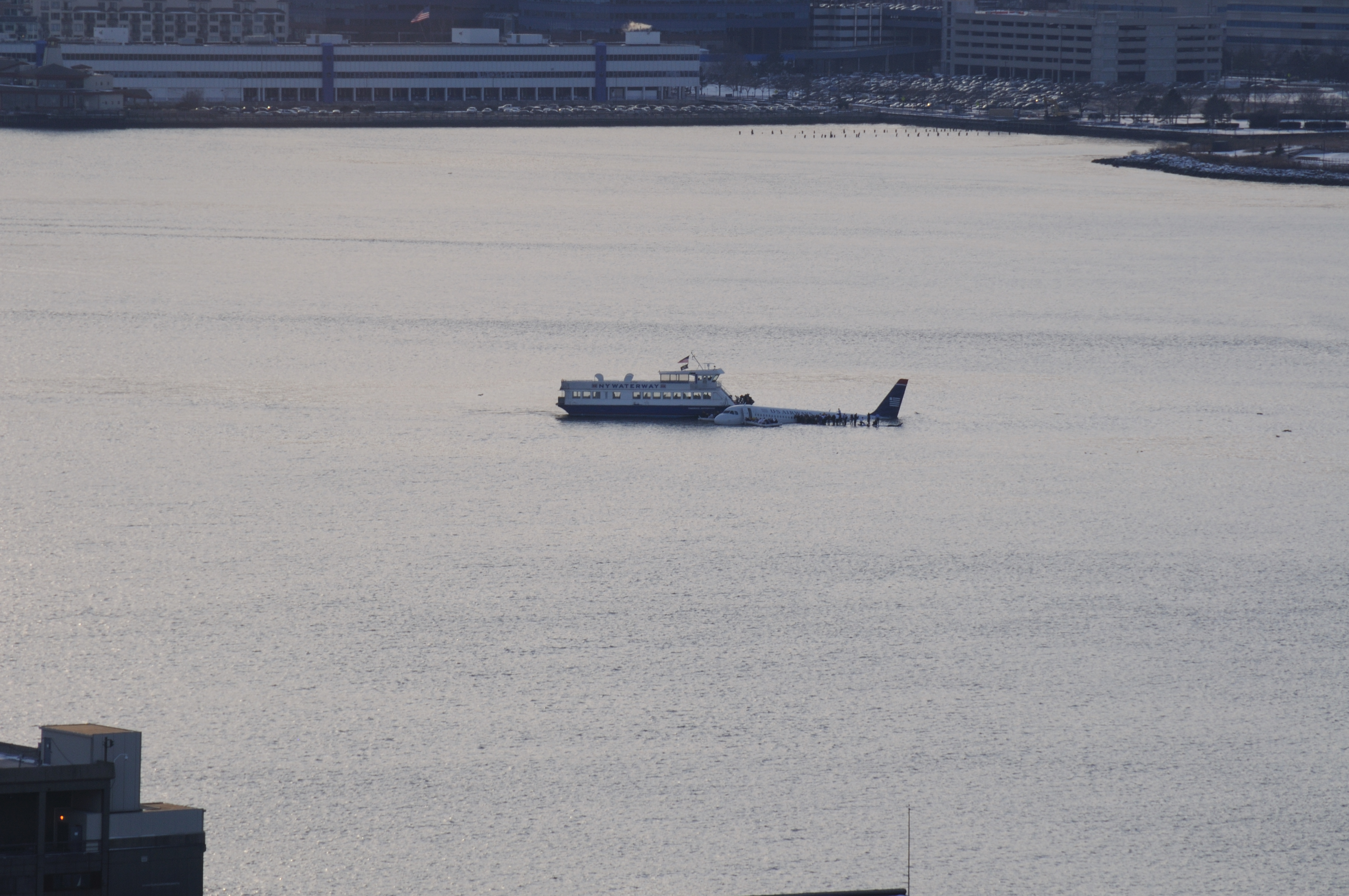
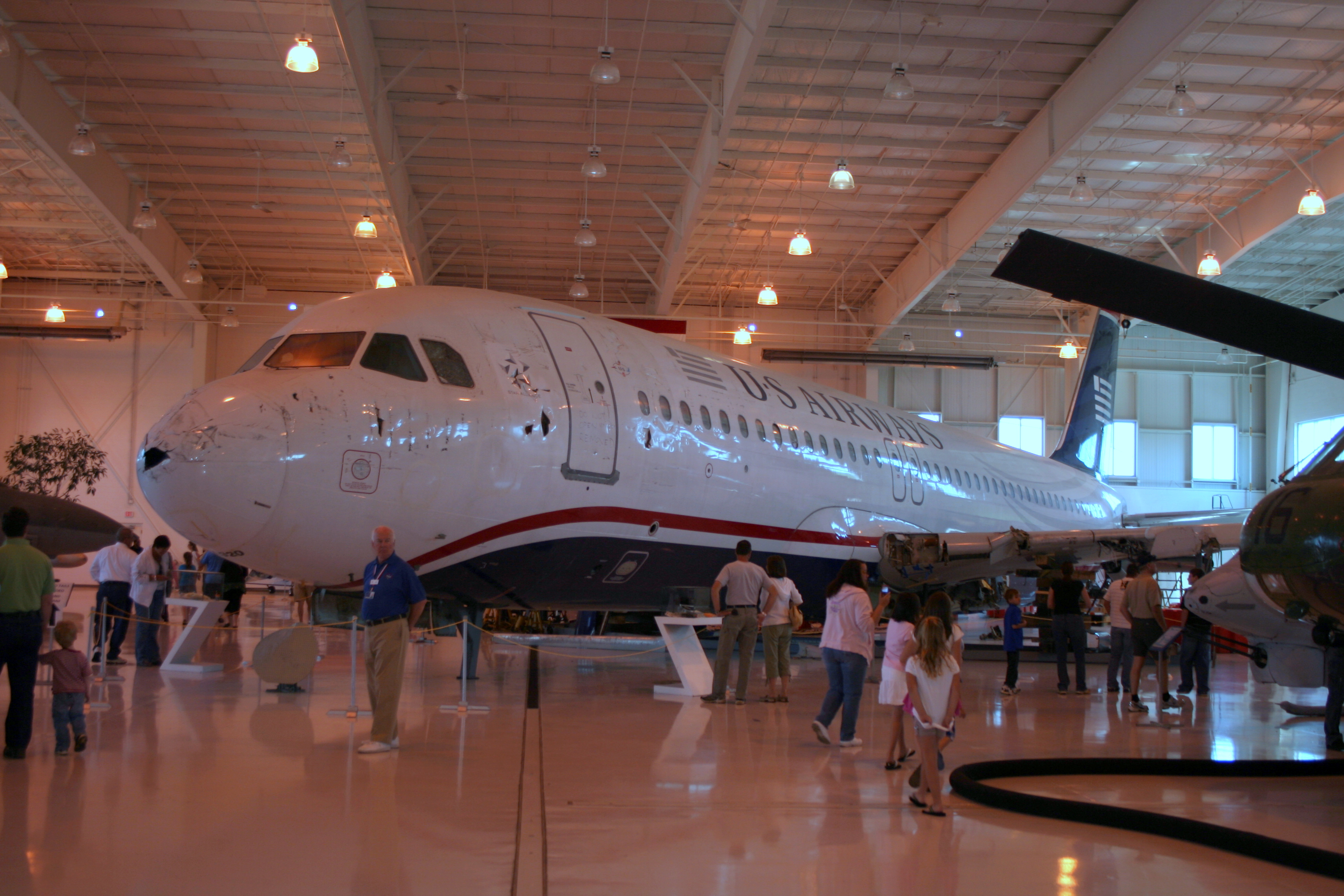
Avionul la muzeul de aviație din Charlotte